# محمد القرني (ألعاب القوى)
محمد القرني (مواليد 2 يوليو 1992) عداء قطري من أصل مغربي متخصص في المسافات المتوسطة. شارك في سباق 1500 متر في أولمبياد لندن 2012.
في عام 2016، رفض الخضوع لاختبار تعاطي المنشطات، وتم منعه من المنافسة لمدة أربع سنوات بين 15 يونيو 2016 و3 يوليو 2020.

## روابط خارجية
- محمد القرني على موقع الاتحاد الدولي لألعاب القوى (الإنجليزية)
- محمد القرني على موقع اللجنة الأولمبية الدولية (الإنجليزية)
- محمد القرني على موقع أوليمبيديا (الإنجليزية)